# Дэвис, Аарон Пол
Аарон Пол Дэвис (англ. Aaron Paul Davis, 1965) — британский ботаник.

## Биография
Аарон Пол Дэвис родился в 1965 году.
Он проводил свою научную деятельность в Королевских ботанических садах Кью.
Дэвис много работал над изучением рода растений Coffea L. и рода растений Galanthus L. Он описал более 270 видов растений.

## Научная деятельность
Аарон Пол Дэвис специализируется на семенных растениях.

## Некоторые публикации
- 1999. The Genus Galanthus. Ed. Workman Pub Co. 297 pp. ISBN 0-88192-431-8.
- 1999. CITES Bulb Checklist for the Genera: Cyclamen, Galanthus and Sternbergia. Ed. Royal Botanic Gardens. 132 pp. ISBN 1-900347-39-3.